# Staw Ujazdowski (staw)
Staw Ujazdowski lub Staw w Parku Ujazdowskim – staw znajdujący się na terenie parku Ujazdowskiego w Warszawie.

## Położenie i charakterystyka
Staw leży po lewej stronie Wisły, w stołecznej dzielnicy Śródmieście, na obszarze MSI Ujazdów, na terenie parku Ujazdowskiego w jego południowej części. W pobliżu przebiegają ulice: Johna Lennona, Aleje Ujazdowskie i aleja Armii Ludowej (Trasa Łazienkowska). Staw znajduje się na obszarze zlewni Kanału Głównego „A”.
Zgodnie z ustaleniami w ramach „Programu Ochrony Środowiska dla m. st. Warszawy na lata 2009–2012 z uwzględnieniem perspektywy do 2016 r.” staw położony jest na wysoczyźnie, a jego powierzchnia wynosi 0,4136 ha. Zasilany jest stale poprzez sieć wodociągową, a odpływ odbywa się poprzez kanalizację. Według numerycznego modelu terenu udostępnionego przez Geoportal lustro wody znajduje się na wysokości 109,9 m n.p.m. Głębokość akwenu to 1,6 m.

## Historia
Staw jest zbiornikiem powstałym w sposób sztuczny. Zaplanowany został w 1893 roku przez ówczesnego głównego ogrodnika miejskiego Franciszka Szaniora jako element nowego parku w stylu angielskim. Układ wodny parku, w tym sam staw, zaprojektowany został przez Williama Heerleina Lindleya. Na zbiorniku wodnym zlokalizowano wyspę o łagodnej linii brzegowej. Dodatkowo wybudowano sztuczne wzgórze, kaskadę oraz mały kanał doprowadzający wodę do akwenu. Ziemia z wykopów pod staw posłużyła do niwelacji terenu oraz usypania kilku wzniesień na terenie parku. Prace wykonawcze zakończono w 1896 roku. Uroczyste otwarcie miało miejsce 10 sierpnia.
Ostatnim zaplanowanym elementem otoczenia stawu miał być mostek nad przewężeniem zbiornika wodnego. Początkowo zakładano, że zostanie on wykonany z drewna. Ostatecznie zdecydowano się na konstrukcję betonową w systemie „Monnier”. Zaprojektowało go i wykonało Biuro Techniczne Arnold Bronikowski & S-ka Inżynierowie. Budowę mostka zakończono w 1898 roku. Była to jedna z pierwszych konstrukcji wykonanych w technologii żelbetowej na ziemiach polskich.
Podczas obrony Warszawy we wrześniu 1939, po przerwaniu 24 września przez zbombardowaną Stację Filtrów dostarczania wody dla miasta, okoliczni mieszkańcy zaczęli ją czerpać wiadrami ze stawu.
W latach 2000–2002 miała miejsce rewaloryzacja parku, której autorami byli Tomasz Zwiech i Jakub Zemła. W jej ramach m.in. odrestaurowano kaskadę wodną, urozmaicono linię brzegową akwenu dodatkowymi głazami i kamieniami oraz dokonano nasadzeń roślin przywodnych. Wybudowano także altanę zlokalizowaną na punkcie widokowym, z której prowadzą szerokie schody na brzeg, i z której rozpościera się widok na staw.

## Przyroda
W pobliżu północno-wschodniego brzegu rośnie klon pospolity (Acer platanoides), odmiana Schwedlera, o średnicy pnia ponad 358 cm chroniony jako pomnik przyrody (nr INSPIRE: PL.ZIPOP.1393.PP.1465011.3196). Na wyspie rośnie sosna czarna. Od 2002 roku zbiornik wodny jest zarybiany gatunkami: karaś, amur i karp. Populacja ryb jednak nie jest stabilna, także ze względu na częściowe opróżnianie z wody na zimę, dzięki czemu w zooplanktonie występują tak duże gatunki jak Daphnia magna czy larwy wodzienia. Według stanu wiedzy z 1921 roku staw był siedliskiem następujących gatunków zwierząt: ciernik, pluskolec pospolity i karczownik ziemnowodny.

## Galeria
| - Widok na staw od południa w 1901 roku - Wzgórze z kaskadą zasilającą staw w wodę - Mostek nad przewężeniem zbiornika wodnego - Węższa część stawu na południu |